# Birinşi Lïga 2012
La Birinşi Lïga 2012 è stata la 18ª edizione della seconda serie del campionato kazako di calcio.

## Stagione

### Novità
Al termine della stagione 2011, il Sunqar, l'Oqjetpes e l'Aqjaıyq sono salite in Qazaqstan Prem'er Ligasy. Dalla Qazaqstan Prem'er Ligasy è retrocesso il Vostok Óskemen. Il Gefest è stato escluso al termine della scorsa stagione, mentre il Cesna, nel dicembre del 2011 è stato acquisito dal Qairat ed è stato rinominato Qairat Akademija. Il Tarlan, infine, ha cambiato nome in Qyran.

### Formula
Le sedici squadre si affrontano in un girone all'italiana con partite di andata e ritorno. Al termine del girone, la vincitrice viene promossa in Qazaqstan Prem'er Ligasy.

## Classifica
|  | Pos. | Squadra          | Pt | G  | V  | N  | P  | GF | GS | DR  |
|  | ---- | ---------------- | -- | -- | -- | -- | -- | -- | -- | --- |
|  | 1.   | Ile-Säulet       | 61 | 30 | 17 | 10 | 3  | 52 | 20 | +32 |
|  | 2.   | Vostok Óskemen   | 57 | 30 | 16 | 9  | 5  | 40 | 21 | +19 |
|  | 3.   | Astana 1964      | 57 | 30 | 19 | 9  | 5  | 38 | 17 | +21 |
|  | 4.   | Bäýterek         | 53 | 30 | 14 | 11 | 5  | 39 | 19 | +20 |
|  | 5.   | Qyran            | 48 | 30 | 14 | 6  | 10 | 51 | 38 | +13 |
|  | 6.   | Spartak Semeı    | 46 | 30 | 14 | 4  | 12 | 38 | 45 | -7  |
|  | 7.   | Bolat            | 46 | 30 | 12 | 10 | 8  | 30 | 23 | +7  |
|  | 8.   | Kaspıı           | 43 | 30 | 12 | 7  | 11 | 39 | 31 | +8  |
|  | 9.   | Aq Bulaq         | 41 | 30 | 11 | 8  | 11 | 34 | 29 | +5  |
|  | 10.  | Laşın            | 41 | 30 | 11 | 8  | 11 | 33 | 28 | +5  |
|  | 11.  | Qyzyljar         | 40 | 30 | 11 | 7  | 12 | 36 | 43 | -7  |
|  | 12.  | Ekibastuz        | 37 | 30 | 11 | 4  | 15 | 45 | 43 | +2  |
|  | 13.  | Qairat Akademija | 36 | 30 | 9  | 9  | 12 | 37 | 41 | -4  |
|  | 14.  | Aqtóbe-Jas       | 26 | 30 | 8  | 2  | 20 | 31 | 62 | -31 |
|  | 15.  | CSKA Almaty      | 18 | 30 | 4  | 6  | 20 | 18 | 55 | -37 |
|  | 16.  | Baıqońyr         | 13 | 30 | 3  | 4  | 23 | 20 | 66 | -46 |

Legenda:
      Promossa in Qazaqstan Prem'er Ligasy 2013
Note:
Tre punti a vittoria, uno a pareggio, zero a sconfitta.